# Makhlepi

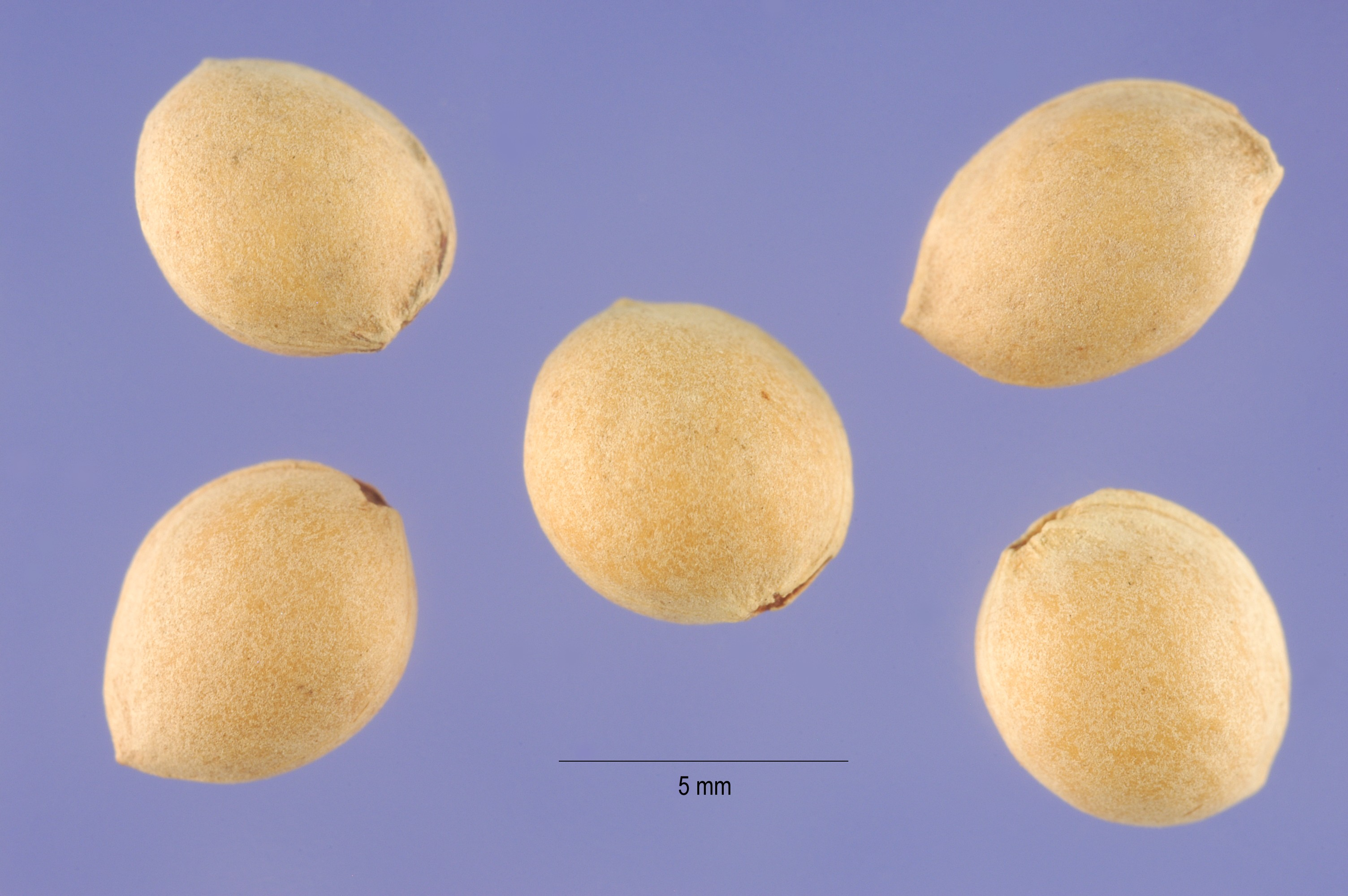
Nuclis del Prunus mahaleb per produir el makhlepi

El Makhlepi (en grec: μαχλέπι) és una espècia aromàtica feta de les llavors d'una classe de cirera, Prunus mahaleb o Cerasus mahaleb –també coneguda com la cirera de Santa Llúcia–. Els pinyols d'aquest fruit es trenquen per extreure el nucli de la llavor, que mesura uns 5 mm de diàmetre. L'ametlla de la llavor es mol fins a obtenir-ne una pols abans d'usar-la. El gust és similar a una combinació d'ametlla amarga i cirera.
S'utilitza en petites quantitats per elaborar aliments dolços, com ara pastissos o galetes. S'ha usat durant segles a l'Orient Mitjà i les zones circumdants –Turquia, Líban, Síria, Iran, i tradicionalment en Grècia– com a aromatitzant de forma especial per a productes fets al forn com el típic pa dolç tsureki (en grec: τσουρέκι). Als Estats Units s'utilitza per a receptes de rebosteria en les festes especials de la diàspora grega, és el gust característic del briox de Nadal. Gràcies a un renovellat interès per la cuina mediterrània es fa menció en molts llibres de cuina.